# Серещев, Сергей Александрович
Сергей Александрович Серещев (род. 16 июля 1991 года, с. Шелек, Казахстан) — казахстанский спортсмен, бизнесмен, бодибилдер. 2-кратный чемпион Мира по бодибилдингу, 2-кратный чемпион Азии по армрестлингу, 4-кратный чемпион Arnold Classic Europe, чемпион Азии по бодибилдингу, Мастер спорта международного класса Республики Казахстан, первый в истории Казахстана PRO атлет по бодибилдингу.

## Биография
Сергей Серещев  родился и вырос селе Шелек, Алматинской области в Казахстане.  
В 2009 году занимался двумя видами спорта армрестлингом и бодибилдингом, но в связи с получением травмы перешёл полностью в бодибилдинг.   
В 2010 году открыл первый тренажерный зал «Динамит».
В 2013 году снялся в главной роли в телесериале «Олимп Шыңы» (Олимпийцы).
В 2015 году закончил Санкт-Петербургский гуманитарный университет профсоюзов по направлению «Прикладная информатика в экономике».
В 2017 году закончил в Казахскую Академию Спорта и туризма по специальности «Тренер по тяжелой атлетике».
С 2017 по 2023 год — главный тренер республики Казахстан по бодибилдингу и президент федерации по бодибилдингу города Алматы.
В 2018 году он стал первым в истории Казахстана бодибилдером, получившим титул абсолютного чемпиона по бодибилдингу среди профессионалов, был лично награжден Арнольдом Шварценеггером. 
В 2020 году запустил новый тренажерный зал «MEGAGYM».
В 2023 году стал официальный дистрибьютором компании «MAXLER» в Казахстане.

## Семья
Женат на Кристине Серещевой, воспитывают двух сыновей.

## Спортивные достижения
- Чемпионат мира по бодибилдингу IFBB Elite Pro Classic Physique 2022[6] — ;
- Чемпионат мира по бодибилдингу IFBB Elite Pro Classic Physique 2021[7] — ;
- Чемпионат мира среди профессионалов Elite Pro Classic Physique 2018[8] — ;
- Международный турнир Arnold Classic Europe Elite Pro Classic Physique 2022 — ;
- Международный турнир Arnold Classic Europe Elite Pro Classic Physique 2021 — ;
- Международный турнир Arnold Classic Europe 2018 (награжден Арнольдом Шварценеггером)[9]  — ;
- Международный турнир Arnold Classic Europe 2015[10] — ;
- Чемпионат Азии «классический бодибилдинг» 2015 — ;
- Чемпионат Азии «классический бодибилдинг» 2016 — ;
- Чемпионат Азии по бодибилдингу абсолютная категория среди юниоров 2011[11] — ;
- Чемпионат Казахстана «классический бодибилдинг» 2015 — ;
- Чемпионат Казахстана по бодибилдингу среди юниоров 2014 — ;
- Международный турнир Siberian Power Pro Show, Elite Pro, Classic Physique 2021 — ;
- Мастер спорта международного класса Республики Казахстан по бодибилдингу.
- Мастер спорта международного класса Республики Казахстан по армрестлингу.[12]
- PRO атлет по бодибилдингу.